# Спелторн
Спелторн (англ. Spelthorne) — неметрополитенский район (англ. non-metropolitan district) со статусом боро в графстве Суррей (Англия). Административный центр — город Стейнс-апон-Темз.

## География
Район расположен в северной части графства Суррей, граничит с лондонскими боро Хиллингдон, Хаунслоу и графством Беркшир.

## Состав
В состав района входят 4 города:
- Ашфорд
- Санбери-он-Темс
- Стейнс-апон-Темз
- Шеппертон